# Élections locales indonésiennes de février 2024
Les élections locales indonésiennes de février 2024 se déroulent le 14 février 2024 en Indonésie afin d'élire les membres des conseils provinciaux des provinces ainsi que des conseils municipaux des kabupatens et des Kotas.
Les élections sont organisées en même temps que l'élection présidentielle et les législatives. Elles sont suivis par les élections au scrutin direct des maires et des gouverneurs au mois de novembre suivant

## Contexte

### Précédent scrutin
Organisés pour la première fois simultanément, les élections provinciales et municipales de 2019 ont également lieu en même temps que les scrutins législatifs et présidentiel, une première dans le pays. Le dépouillement de plus de 600 millions de bulletins de vote pendant dix jours, parfois par les mêmes personnes trente heures d'affilée, sous une température de 30 degrés et une humidité de 80 %, provoque la mort d'au moins 569 assesseurs et la mise en arrêt de travail de 4 310 autres. Ces décès entraînent de vives critiques envers le gouvernement, qui assure que cette expérience ne sera pas reconduite. Les élections provinciales et municipales de 2024 sont ainsi initialement décalées au mois de novembre, seuls les scrutins nationaux devant avoir lieu en février,,,. Courant 2022, la Cour constitutionnelle juge cependant inconstitutionnel ce retour en arrière. Les élections ont par conséquent lieu le 14 février 2024, en même temps que les autres scrutins. En retour, les assesseurs bénéficient obligatoirement d'un examen médical validant leur participation au dépouillement, tandis que l'usage de photocopieuses pour la fabrication des doubles des documents est introduit,.